# アーウィン・ゲージ
アーウィン・ゲージ（英語：Irwin Gage、1939年9月4日 - 2018年4月12日）はアメリカのピアニスト。専門は歌曲の伴奏。オハイオ州クリーブランド生まれ。

## 経歴
ミシガン大学とイェール大学でピアノ、音楽学、文学を学んだ後、ウィーン音楽大学でピアノを学んだ。ソロピアニストとしての活動もあるが、活動の中心は歌手の伴奏ピアニストであった。共演した歌手には、エリー・アメリング、アーリーン・オジェー、ヴァルター・ベリー、ブリギッテ・ファスベンダー、ディートリヒ・フィッシャー・ディースカウ、グンドゥラ・ヤノヴィッツ、クリスタ・ルートヴィヒ、エッダ・モーザー、ジェシー・ノーマン、ダグマル・ペツコヴァー、ルチア・ポップ、ヘルマン・プライ、クリスティーネ・シェーファー、ペーター・シュライヤーなどがいる。これらの歌手との録音からは数多くのレコード賞受賞盤が生まれた。
1970年、ウィーン・コンツェルトハウスでは、同会場での全ての歌曲リサイタルでピアノ伴奏を担当することを企画し、実現した。1979年から2005年、チューリッヒ音楽・演劇大学（現在のチューリッヒ芸術大学）で歌曲伴奏のクラスを担当した。2001年、ザールブリュッケン音楽アカデミーで歌曲伴奏の教授となり、「ソング・デュオ」と呼ばれるユニークな講座をスタートさせた。
ヨーロッパ、日本、アメリカでマスタークラスを開催した。ケルン・フィルハーモニー・ホールを始め、世界各地のコンサートホールの相談役、芸術監督を務めた。また、歌唱、室内音楽、ピアノ独奏などの数多くの国際的音楽コンクールで審査員を務めた。
2018年4月12日、スイスのチューリッヒで78歳で死去。長年、運動障害の治療を続けていた。